# Hitchiti

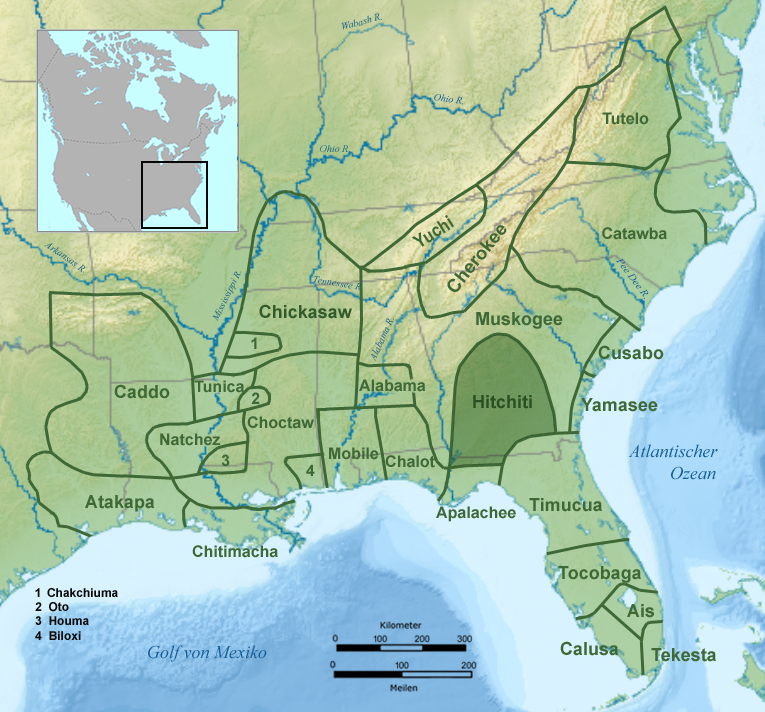
Localització de la tribu.

Els hitchiti foren una tribu d'amerindis dels Estats Units que antigament residia principalment en una vila del mateix nom al marge oriental del riu Chattahoochee, 4 milles per sota Chiaha, a l'oest de l'actual Geòrgia. Els nadius posseïen una estreta franja de terra que vorejava bona al riu. Tenien reputació de ser honests i treballadors. El seu autònim era possiblement Atcik-hata, mentre que els koasatis els coneixien com a At-pasha-shliha, "gent dolenta".

## Llengua
La llengua hitchiti, una de les moltes llengües parlades pels pobles muskogee, era parlat a Geòrgia i Florida durant el període colonial per tribus com els Hitchiti, Chiaha, Oconee, Sawokli, Apalochicola, i Miccosukee. D'acord amb la quantitat de llocs que s'han derivat de la llengua hitchiti, els estudiosos creuen que aquesta llengua es podria haver estès sobre una àrea molt més gran que Geòrgia i Florida durant l'època colonial.
Ells parlaven la llengua hitchiti, que formava part de la família de les llengües muskogi; es considera un dialecte de la llengua mikasuki, amb la qual és mútuament intel·ligible. Les tribus hitchiti i mikasuki formaven part de la llunyana confederació Creek. La llengua mikasuki era històricament una de les llengües més parlades pels seminola i encara és parada pels molts seminoles de Florida i miccosukees, encara que s'ha extingit entre els Seminola d'Oklahoma.
Com els creeks, els hitchiti tenien un antic dialecte "femení". Aquest dialecte encara és recordat i a vegades parlat per alguns ancians, que és usat també com a llengua dels homes. Llur llengua amb el dialecte "femení" també és conegut com a l'antiga llengua.

## Localització
Els hitchiti s'associen sovint amb una ubicació en l'actual comtat de Chattahoochee, Geòrgia, però en un període anterior eren al curs inferior del riu Ocmulgee. Els primers mapes anglesos mostren la seva ciutat en el lloc de l'actual Macon, Geòrgia. Però després de 1715 es va traslladar al comtat de Henry, Alabama, en ruta a la seva ubicació més coneguda de Chatahoochee, Geòrgia. Després de 1839 tots havien estat deportats a reserves índies a Oklahoma on es van fusionar gradualment amb la resta dels amerindis de la Confederació Creek.
Alguns dels seus llogarets estaven situades a Hihnje, lloc desconegut; Hitchitoochee, al riu Flint per sota de la seva confluència amb Kinchafoonee Creek; Tuttallosee, en un rierol del mateix nom, a 20 milles a l'oest de Hitchitoochee.

## Població
La població dels hitchiti no es coneix bé, perquè en general es registra amb els de les altres tribus confederades, i només els homes es registren normalment. Però en 1738 hi havia 60 homes de la tribu, en 1750 15 homes, en 1760, 50 homes, en 1761, 40 homes, en 1772, 90 homes, i en 1832 tota la població, homes i dones, s'estima en al voltant de 381.

## Història
Quan l'agent indi dels Estats Units Benjamin Hawkins visità els hitchiti en 1799, va registrà que s'havien estès en dos assentaments embrancats. Els Hitchitudshi, o Petit Hitchiti, vivien a banda i banda de riu Flint sota de la unió de Kinchafoonee Creek, que travessa un comtat que porta el seu nom. Els Tutalosi vivien en una branca de Kinchafoonee Creek, a 20 milles a l'oest de Hitchitudshi.
Durant centenars d'anys abans que els homes blancs entressin a Geòrgia, els hitchiti hi van viure. No eren nòmades però habitaven la major part del sud de Geòrgia. Alguns registres mostren que havien viatjat des dels Grans Llacs fins a Geòrgia i desenvoluparen un major nivell de civilització en fer-ho. Els hitchiti formaven part de la Confederació Creek, que ocupava gairebé dos terços de l'estat de Geòrgia.
S'han trobat moltes relíquies ameríndies al comtat de Jones, Geòrgia. El límit occidental del comtat de Jones és el riu Ocmulgee i va ser un dels llocs favorits de la tribu hitchiti. Avui dia es pot s'hi pot trobar nombroses puntes de fletxa i veure nombroses senderes indígenes.
La tribu no s'esmenta sovint en els registres històrics. Va ser registrada per primera vegada en 1733, quan es van observar dos dels seus delegats, que acompanyaven els caps baixos creek caps per trobar-se amb el governador James Oglethorpe a Savannah.
Els acadèmics creuen que els yamasee també parlaven hitchiti, però les evidències no són concloents. Una altra evidència apunta que parlaven un idioma diferent, potser relacionat amb el guale'".
Els hitchiti s'absorbiren i es van convertir en part integral de la Nació Creek, encara que conservant en gran manera la seva pròpia llengua i costums. De la mateixa manera, aquells mikasuki-parlants que es van unir a les migracions Baixos Creek de Florida van mantenir la seva cultura.
Durant anys van ser considerats com a part dels seminola, que es va formar a partir dels pobles romanents a Florida. Al segle xx, quan van obtenir el reconeixement estatal el 1957 i el reconeixement federal el 1962 com a Tribu Miccosukee de Florida.
Algunes fonts recullen el hitchiti com a llengua existent en la dècada de 1990.
Els amerindis de Geòrgia van ser tots oficialment i tràgicament traslladats de l'Estat i reassentats per la força a Oklahoma pel 1839 que és quan la major part de la seva cultura i llengua van abandonar l'estat de Geòrgia.
Actualment encara podem trobar restes dels hitchiti a tot l'estat de Geòrgia. Una col·lecció d'artefactes hitchiti troba en una ubicació de la ciutat hitchiti. La col·lecció inclou un disc gran de coure al centre envoltat per punts Guntersville, una varietat de comptes de comerç que indiquen una forta participació en el comerç de pells amb els anglesos, dos taps per les orelles, 5 cercles de plata típiques de l'orfebreria dels seus descendents els seminoles, una arracada de pedra, i una eina de descamació altament polida.